# Cisitalia
 Consorzio Industriale Sportive Italia  normalment anomenada Cisitalia és un constructor italià de cotxes que va arribar a construir monoplaces per disputar curses a la Fórmula 1.

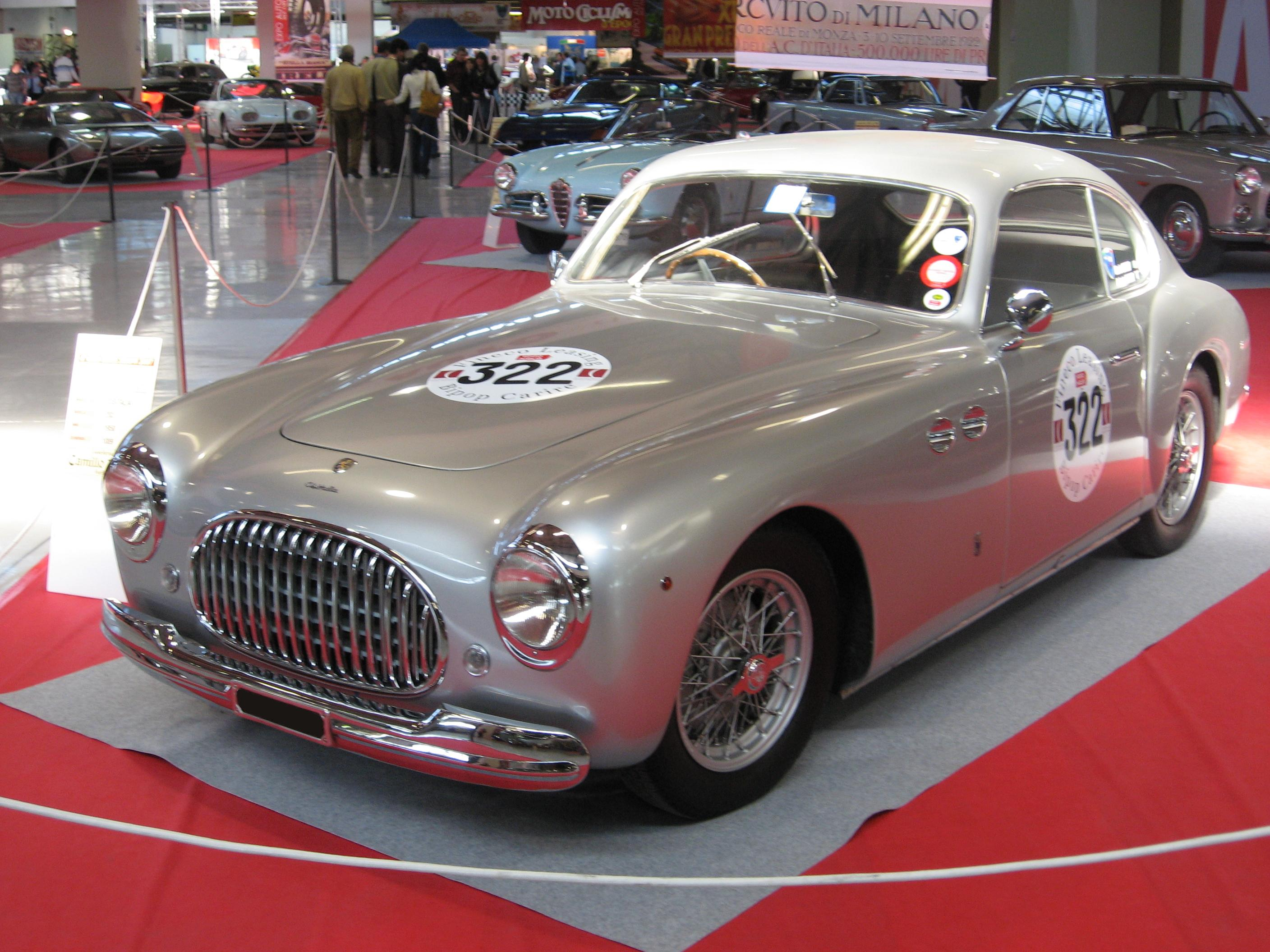
Un Cisitalia 202

## Història
Cisitalia va ser fundada el 1946 per Piero Dusio, i va establir la seu a Torí. El seu primer cotxe va ser el D46, que van anar evolucionant fins a construir el Cisitalia 202,cotxe amb el que van competir a la F1 i en moltes altres proves.

## A la F1
A les temporades 1952 i 1953 el campionat de Fórmula 1 i de Fórmula 2 va ser el mateix, disputant alhora les curses per aconseguir més monoplaces corrent i per tant, més espectacle. Això va fer que fabricants petits d'automòbils fessin el pas cap a competir a la F1, sent Cisitalia un d'ells.
Va haver-hi presència de cotxes Cisitalia només a una prova de la Fórmula 1, el GP d'Itàlia de la temporada 1952.

## Resultats a la Fórmula 1
| Any  | Pilot       | 1   | 2   | 3   | 4   | 5   | 6   | 7   | 8       | Posició | Punts |
| ---- | ----------- | --- | --- | --- | --- | --- | --- | --- | ------- | ------- | ----- |
| 1952 | Piero Dusio | SUI | 500 | BEL | FRA | GBR | ALE | HOL | ITA NVQ | -       | 0     |

### Resum
| Curses: | Victòries: | Pòdiums: | Poles: | Voltes ràpides: | Punts: |
| ------- | ---------- | -------- | ------ | --------------- | ------ |
| 1       | 0          | 0        | 0      | 0               | 0      |